# Bailey Salinger
Bailey Salinger è il protagonista della serie tv Cinque in famiglia, interpretato da Scott Wolf e doppiato da Fabrizio Manfredi. Bay ha quattro fratelli Charlie, Julia, Claudia e il piccolo Owen. Deve, come i suoi fratelli, il merito di una vita drammatica, alla morte di entrambi i genitori, morti sei mesi prima del primo episodio della serie.

## Prima stagione
Per il suo compleanno Bailey riceve una Jeep. Bailey nel primo episodio si invaghisce di Kirsten, ma non finisce bene, perché lei si fidanza con Charlie. Successivamente incontra Kate, in un negozio dove ha trovato lavoro e si fidanzano. Il padre di Kate impedisce a lei di vederlo e quando finalmente è tutto risolto lei deve partire. Nell'episodio 9 a trovare i Salinger arriva un'amica dei genitori e Bailey se ne innamora. Successivamente Bailey conosce Jill. Dopo un terremoto Charlie scopre che Jill si droga, e lo dice a Bailey, ma lui non gli crede, annebbiato dal magnifico sesso con Jill. Dopo parecchi episodi la faccenda della droga non si risolve. Jill muore di overdose.

## Seconda stagione
Bailey conosce Sarah, escono insieme, e lei si innamora di lui. Bailey continua a pensare a Jill, e questo non lo aiuta con Sarah, tanto che una sera la chiama "Jill". Per questo Sarah e Bailey si lasciano e lei si mette con Will, il miglior amico di Bailey. Dopo molto tempo hanno una relazione segreta, e quando Will lo viene a sapere i due litigano. Successivamente Will ha una nuova ragazza, solo che Bailey e Sarah dicono a Will che è insopportabile e che parla troppo, così lui pensa che sia giusto lasciarla, ma Bailey lo convince che se l'ha scelta lui è quella giusta.

## Terza stagione
Bailey, Sarah, Will e la sua ragazza fanno un viaggio in Messico. La Jeep di Bailey viene rubata e sono tutti costretti a tornare in treno. Bailey va al College e affitta un appartamento che divide con una ragazza più grande di lui, di nome Callie. Sarah non vuole fare l'amore con Bailey, così lui, ubriaco, va a letto con Callie dopo due anni di astinenza dal sesso (l'ultima volta era stato con Jill). Dopo parecchio tempo Sarah lo viene a sapere da Bailey ubriaco fradicio: ma lei non vuole lasciarlo e lo perdona. Bay incomincia a bere troppo: rovina il matrimonio di Joe, consegna un compito scolastico con sole citazioni. Sarah e Bailey si lasciano. Quest'ultimo, che si ubriaca da tempo, è irriconoscibile; tanto che rovina la festa di compleanno di Owen. La famiglia interviene perché Bailey torni quello di prima, ma non ne vuole sapere. Un giorno va a prendere a scuola Owen e non si fa vedere tutto il giorno, la famiglia è preoccupata così Sarah lo cerca e sale sulla sua auto: vi è un incidente e Sarah ha una commozione cerebrale, Bailey chiede aiuto a Sarah per tornare sulla strada giusta. Così è costretto a recarsi agli incontri degli alcolisti anonimi, dove incontra l'uomo che ha ucciso i suoi genitori.

## Quarta stagione
Il padre di Sarah impedisce a Bailey di vederla. Successivamente è costretto a sottoporsi a un processo in tribunale. Bailey si trasferisce in un appartamento con Sarah. Successivamente la tradisce con Anni, la vicina di casa e si mettono insieme.